# 卡布拉巴薩區

15°35′13″S 32°51′25″E / 15.587°S 32.857°E
卡布拉巴薩區（葡萄牙語：Cahora-Bassa），是莫桑比克的行政區，位於該國西北部，由太特省負責管轄，首府設於希蒂馬，面積8,712平方公里，2007年人口89,956，人口密度每平方公里10人。